# フランシス・オリファント (第5代オリファント卿)
第5代オリファント卿フランシス・オリファント（英語: Francis Oliphant, 5th Lord Oliphant、1748年4月18日没）は、スコットランド貴族。

## 生涯
フランシス・オリファント（Francis Oliphant、1661年頃 – 1708年9月、初代/第6代オリファント卿パトリック・オリファントの息子）とメアリー・リデル（1672年頃 – 1712年以前没、ジェーン・リデルの娘）の息子として生まれた。両親が亡くなった後、兄ウィリアム（1721年以前没）は同族の人に引き取られ育てられたが、フランシスは遺棄された。1721年1月に伯父チャールズの息子パトリックが死去し、（伯父ウィリアムがジャコバイトで、1715年ジャコバイト蜂起に参加したため）本国政府からみてフランシスがオリファント卿を継承した後もオリファント家の親族はフランシスの行方を探さず、1725年にようやくその消息をつかんだ。その後、マーシャル伯爵夫人メアリー・キース（Mary Keith、1729年3月7日没、第9代マーシャル伯爵ウィリアム・キースの妻）に引き取られ教育を受けた。
1728年12月27日に伯父ウィリアムが死去すると、名実とともにオリファント卿の爵位を継承、1733年3月6日に正式に確認された。以降1733年から1747年までのスコットランド貴族代表議員選挙で投票した。
1747年1月18日、ロンドンでメアリー・リンリー（Mary Linley、1748年8月1日以降没）と結婚した。同年に150ポンドの年金を与えられたが、支払いは1回しかなされず、しかも支払い時点ですでに死去していたため未亡人となったメアリーが受け取った。
1748年4月18日にイズリントンで死去した。これにより第4代オリファント卿ローレンス・オリファント（初代/第6代オリファント卿パトリック・オリファントの祖父）の男系子孫が断絶、1633年の叙爵では爵位の継承権が初代オリファント卿パトリックの男系子孫にあると定めていたため、1633年創設のオリファント卿は断絶した。第4代オリファント卿ローレンスの兄ピーター（1594年10月24日没）の子孫にあたるウィリアム・オリファント（1751年没）はオリファント卿の継承を主張、1750年のスコットランド貴族代表議員での投票を許可されたが、『クラクロフト貴族名鑑』はこれが1633年の裁定（1630年頃の爵位放棄により、15世紀創設のオリファント卿は消滅した）に反することであるとした。